# 安巴爾區
10°45′23″S 77°16′19″W / 10.7563°S 77.2720°W
安巴爾區（西班牙語：Distrito de Ámbar），是秘魯的一個區，位於該國中南部利馬大區的瓦烏拉省，面積919.4平方公里，海拔高度2,082米，2005年人口3,055，人口密度每平方公里3.3人。